# Diodor Nicoară
Diodor Nicoară (n. 2 septembrie 1942, Bătești, Timiș) este un dirijor de cor, personalitate marcantă a lumii muzicale timișorene.  

## Biografie
Studiile superioare le-a făcut la Conservatorul din Iași unde l-a avut ca profesor pe Ion Pavalache pe atunci și dirijorului corului Gavriil Musicescu.  
Cariera sa dirijorală este strâns legată de cea a dirijorului de cor Ion Românu iar când acesta preia funcția de director al filarmonicii, Diodor Nicoară devine în 1969 dirijor de cor permanent pe lângă Mircea Hoinic, activând trei ani mai târziu ca unic dirijor de cor la Filarmonica Banatul din Timișoara  până la pensionare, în 2006, cu câteva întreruperi când a preluat funcții politice. A fost și director al filarmonicii între anii 1988-1990.  

## Activitate
Diodor Nicoară a pregătit aproape 50 de lucrări vocal-simfonice prezentate în țară și în străinătate, de exemplu: Simfonia a VIII-a de Mahler, Damnațiunea lui Faust de Berlioz,  Requiemul de război de Britten toate la Belgrad, Das Alexanderfest de Händel, Missa Solemnis de Beethoven, Requiemele de Mozart și Verdi în Italia, Simfonia nr.2 "Lobgesang“ de Mendessohn-Bartholdy și multe altele.  
Ansamblul coral a efectuat sub bagheta lui înregistrări pentru radio, televiziune și discografice, ca de exemplu, prima înregistrare româneasca pe disc a unei liturghii, Liturghia ortodoxa de Gh. Cucu cu Casa de discuri Electrecord.
Diodor Nicoară a obținut două premii internaționale la Vatican, cu corul de cameră Sursum Corda din Timișoara  (Premiul III-1994 și Premiul II-1995), la Concursul Internațional Giovanni Pierluigi da Palestrina .
Diodor Nicoarc a fost senator în legislatura 1990-1992, ales în județul Timiș pe listele partidului FSN. Diodor Nicoară a fost membru în grupul parlamentar de prietenie cu Republica Federală Germania.